# モハメド・アミン・ベン・アモル
モハメド・アミン・ベン・アモル（1992年5月3日 - ）はチュニジアのサッカー選手。ポジションはDF。アル・アハリ・ジッダ所属。

## 経歴
2018 FIFAワールドカップを戦うチュニジア代表の本大会メンバーに選出された。

## 代表歴

### 出場大会
- チュニジア代表
  - 2018 FIFAワールドカップ

### 試合数
- 国際Aマッチ 34試合 3得点（2015年-2020年）[2]

| チュニジア代表 | 国際Aマッチ | 国際Aマッチ |
| 年             | 出場        | 得点        |
| -------------- | ----------- | ----------- |
| 2015           | 2           | 0           |
| 2016           | 11          | 1           |
| 2017           | 10          | 2           |
| 2018           | 6           | 0           |
| 2019           | 1           | 0           |
| 2020           | 4           | 0           |
| 通算           | 34          | 3           |